# Meditaciones
Las Meditaciones, Pensamientos o A sí mismo (en griego, Τὰ εἰς ἑαυτόν, Tà eis heautón, literalmente 'cosas para sí mismo') del emperador romano Marco Aurelio es una obra literaria constituida por una serie de reflexiones de este filósofo, aparentemente fuera del tiempo y sin cronología. Fue originalmente redactada en griego entre los años 170 y 180. La obra, en doce tomos, es única en su género, y parece recorrer los últimos años de la vida interior de este emperador.

## Manuscritos y ediciones
De acuerdo al filólogo español Carlos García Gual, la historia de la tradición del texto de las Meditaciones es imprecisa e insuficiente hasta el siglo X. En el siglo III, en un pasaje literario que puede referirse al manuscrito, el historiador Herodiano menciona el legado literario de Marco Aurelio diciendo: "Estaba preocupado por todos los aspectos de la excelencia, y en su amor por la literatura antigua no era el segundo de ningún hombre, romano o griego; este es evidente en todos sus dichos y escritos que nos han llegado".
A mediados del siglo IV, Juliano el Apóstata y el orador Temistio mencionan con aprobación y elogio la personalidad de Marco Aurelio. Temistio en su panegírico sobre Valente, titulado El amor fraterno o Sobre la humanidad, se encuentra la primera referencia al escrito de Marco Aurelio bajo el título expreso de "Admoniciones de Marco" (Márkou parengélmata). El biógrafo de Avidio Casio en la Historia Augusta hace referencia a unas "exhortaciones" que Marco Aurelio habría realizado días antes de partir a la guerra con los marcomanos. No obstante, de acuerdo con García Gual, luego de eso y hasta el siglo IX no se encuentran menciones a los escritos de Marco Aurelio.
La primera mención directa de la obra aparece en el siglo X. El arzobispo bizantino Aretas de Cesarea, gran coleccionista de manuscritos y libros profanos, escribe una carta al arzobispo Demetrio de Heraclea expresando: "Hace algún tiempo que tengo un ejemplar antiguo del libro más provechoso del emperador Marco, tan antiguo que es cayendo en pedazos ... Esto lo he copiado y puedo pasarlo a la posteridad con su nuevo vestido".
A mediados del siglo X, el léxico bizantino Souda del historiador Suidas refiere a los doce libros del "Eis heautón"  de Marco Aurelio, citando varios pasajes del manuscrito. En el siglo XII, Tzetzes cita algunos párrafos en sus Quilíadas.
Asimismo, las fuentes historiográficas sobre la personalidad y el período de gobierno de Marco Aurelio resultaban insuficientes. La obra con las biografías de los doce emperadores que seguían a los de Suetonio, llamada "Caesares" y escritas por Mario Máximo, solo subsiste bajo citas parciales y cuestionadas en su validez por obras de autores posteriores. Los libros de Rerum gestarum libri XXXI, llamada a menudo "Historias", de Amiano Marcelino, correspondientes al período de Marco Aurelio, no sobrevivieron a la Tardoantigüedad. El interés por la figura de Marco Aurelio solo reaparece en el último cuarto del siglo XV con la editio princeps de la Historia Augusta.
En 1528 se imprime en Sevilla el Libro áureo de Marco Aurelio, la obra que despierta el interés del público en la vida del gobernante romano. Escrita por Antonio de Guevara, la novela es recogida y ampliada en el "Relox de príncipes" (Valladolid, 1529); obra que alcanzó 58 ediciones en diferentes lenguas de toda Europa. Gozó de un sorprendente éxito pese a que la mayor parte de sus pasajes surgen solo de la imaginación del eclesiástico español y cuentan con poco respaldo historiográfico. En el contexto de ese éxito editorial es que reaparece el manuscrito de las meditaciones de Marco Aurelio.
El texto de las Meditaciones se ha conservado completo solamente gracias a dos manuscritos. El primero de ellos es el códice del siglo XVI Vaticanus Graecus 1950, y el segundo el códice Toxitanus (T), denominado Palatino (P) por sus editores y que hoy se ha perdido. Es este último el que utilizó Wilhelm Xylander para su edición príncipe, una traducción al latín del original griego, impresa en Zúrich en 1559 por Andreas Gesner.

## Datación
Algunos autores modernos consideran que el primero de estos libros, escrito en Granua (el actual río Hron de Eslovaquia) constituye una especie de testamento interior, donde Marco Aurelio recuerda a todas las personas importantes de su vida en forma autobiográfica, quizás datable hacia el año 179, poco antes de su muerte.
El libro II, escrito en Carnuntum, también supuestamente de datación tardía, podría haber sido escrito en el año 178 y, cosa más importante, representa el hilo conductor para una posible interpretación cronológica de la obra. En este caso sería demasiado fácil, aunque posible, pensar en una cronología en la que el primero de los libros es datable en el 179 y el último en el 168, poco después de la muerte del amigo y maestro Marco Cornelio Frontón.
La unidad auténtica de la obra, que a juicio de algunos estudiosos aparece como una especie de conjunto de pensamientos, sin aparente concatenación entre las numerosas reflexiones, se encuentra en la actitud espiritual del autor al observar la vida y las cosas terrenas, en una visión más amplia, fuera del tiempo, fuera de los eventos contemporáneos que lo circundaban.

## Contenido

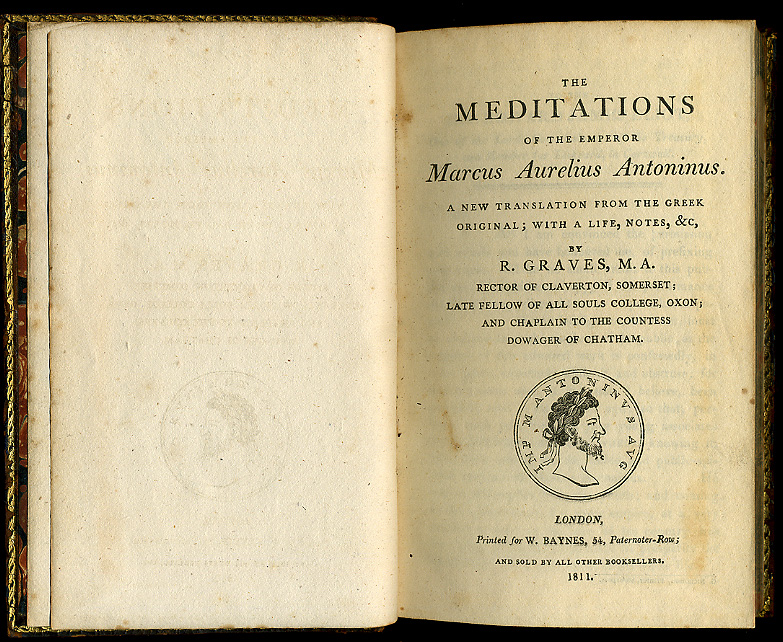
Edición de 1811.

Los libros desde el II al XII contienen meditaciones sobre la condición humana, la vida, la muerte, el universo, la creación, la moralidad, la fortuna, los valores en los que las personas deben inspirarse. Marco Aurelio parece encerrarse en sí mismo con una meditación melancólica, aceptando el peso del imperio como un triste deber.
Retoma las posiciones estoicas con un acento sobre el sentido de impotencia del hombre ante Dios, y de la superficialidad de las representaciones humanas. Parece adecuarse a las razones supremas que gobiernan el mundo, en cuanto sabio y filósofo, aun cuando tiende en este escrito a huir del mundo y de la materialidad de la vida. Ante el “no sentido” del mundo y de sus realidades caducas, la única vía que queda al sabio es el volver sobre sí mismo que da significado a su propia existencia individual.
Como para Séneca, para Marco Aurelio el alma es distinta y separada del cuerpo pero está compuesta del alma propiamente tal, entendida como espíritu, pneuma, soplo vital y el intelecto, la sede de la actividad espiritual.
En su rol de emperador, cumple estoicamente su deber en cuanto político, pero siente la inutilidad y la falta de sentido de acciones que no cambiarán la irracionalidad que entorpece todo lo humano.